# アエギュプトゥス・エアリアル
アエギュプトゥス・エアリアルは、日本の覆面プロレスラー。主に全日本プロレスに登場するエジプトのミイラをモチーフとしている。その正体は一切不明である。

## 登場経緯
2012年のJUNIOR HYPER LEAGUEに、エジプト代表としての出場が発表された。前情報等一切が不明のレスラーであり、エジプトにそもそも有名なプロレス団体が存在しないことから、様々な憶測が内外で飛び交っていた。開幕戦において姿を現した（開催セレモニーには不参加）が、その出で立ちは、ミイラのように全身に血染めの包帯を巻き、怪しい動きをする謎の存在となった。
リーグ戦本戦は1勝4敗で終了。

## 主な抗争相手
9月ごろから、同じ覆面レスラーであるSUSHIの頭上にある玉子巻きを奪い、抗争を展開している。その抗争の最中、同じ姿で巨体を誇る「アエギュプトゥス・エアリアル・ラージ」を招聘し、SUSHI＆BIG SUSHIとタッグマッチで激突。

## アエギュプトゥス・エアリアル・ラージ
上記のSUSHIとの抗争で現れた、巨大なエアリアル。エアリアルとのシングルマッチで玉子巻きを取り返したSUSHIの背後に現れ奇襲し、また玉子巻きを奪っていった。身の丈はおよそ190センチメートルはあり、鋭いキックを主体として戦う。また正体については一切不明。